# 名古屋音楽学校
名古屋音楽学校（なごやおんがくがっこう、NAGOYA SCHOOL OF MUSIC）は、愛知県名古屋市中区にある音楽教室。

## 概要
1948年（昭和23年）4月に吉田幾太郎と初代校長である井口基成により創立された音楽学校。前身は財団法人名古屋合唱団で1952年（昭和27年）6月に学校法人へ改組し、1963年（昭和38年）9月に現在の名古屋音楽学校となった。
また、フランスパリにあるエコールノルマル音楽院の日本唯一の公認機関であり、ピアノ専攻のディプロム（証書）を取得することができる。

## 沿革
- 1948年（昭和23年）4月 - 財団法人名古屋合唱団として設立の認可を受け音楽教室を開校[1]。
- 1952年（昭和27年）6月 - 学校法人に改組[1]。
- 1963年（昭和38年）9月 - 学校法人名古屋合唱団の音楽部門が独立し名古屋音楽学校と改称する[1]。
- 1993年（平成5年）9月 - パリ・エコールノルマル音楽院と提携[1]。
- 1994年（平成6年）9月 - 国立モスクワ音楽院と提携[1]。
- 2009年（平成21年）4月 - 名古屋市中区伏見より現在地へ新築移転[1]。

## コース
- 幼児コース（幼児科、リトミック教室）
- 児童コース（児童科、リトミック教室）
- 専攻コース（ピアノ科、声楽科、弦楽器科、管楽器科、打楽器科、理論科、作曲科、ソルフェージュ科）
- 特別研究コース
- 大人の音楽教室

## 分校
- 中日文化センター音楽教室（愛知県名古屋市中区）[2]

## 所在地
- 愛知県名古屋市中区新栄町2-9 スカイオアシス栄

## 交通アクセス
- 名古屋市営地下鉄東山線・名城線「栄駅」より徒歩約5分。